# Sulukule
Sulukule (letterlijk: "Watertoren") was een wijk in het district Fatih in de Turkse stad Istanboel. De wijk was bekend als een van de eerste plaatsen ter wereld waar Roma zich sedentair vestigden.
Sulukule was bekend voor zijn etablissementen waar de Roma hun muziek en dans opvoerden voor toeristen en bewoners van Istanboel zelf. Door de sluiting van deze plekken in 1992 ging de wijk er economisch fors op achteruit.

## Stadsvernieuwing
De authentieke woningen in Sulukule hebben plaats moeten maken voor stadsvernieuwing, onder druk van het district Fatih en van de provincie Istanboel. Mede doordat deze grote vernieuwingsprojecten een deel bestrijken van de UNESCO Werelderfgoedsite Historische gebieden van Istanboel krijgen ze veel kritiek.